# Francisco Manuel Homem Cristo
Francisco Manuel Homem Cristo (Aveiro, 8 de Março de 1860 — Aveiro, 25 de Fevereiro de 1943) foi um militar e político republicano. Notabilizou-se como um dos oficiais do Exército Português implicados nos acontecimentos que rodearam a Revolta de 31 de Janeiro de 1891, à qual se tinha oposto, e depois como deputado republicano. Foi também professor universitário, escritor e jornalista, panfletário notável e político de relevo nos tempos que precederam a implantação da República Portuguesa.

## Biografia
Nasceu na cidade de Aveiro, à qual permaneceria ligado durante toda a sua vida e onde viria a falecer. Naquela cidade iniciou a sua carreira na imprensa, com apenas 17 anos de idade, publicando diversos artigos no periódico O Trinta. Também cedo aderiu ao ideário republicano, tornando-se nas últimas décadas do século XIX um dos militantes mais destacados do nascente Partido Republicano Português.
Apesar do seu interesse pelo jornalismo, paixão que dominaria a sua vida, cedo abandonou os estudos. Em 1876 assentou praça como voluntário no Exército Português, onde pretendia seguir a carreira de oficial. Ainda jovem alferes, fundou em Aveiro o semanário Povo de Aveiro. Durante os mais de 50 anos em que aquele periódico, embora com interrupções, se publicou, foi o seu principal, e por vezes único, redactor.
Seguindo a carreira militar, em 1891, com 31 anos de idade, era tenente do Exército Português. Pertencia então ao directório do Partido Republicano Português, razão pela qual se viu envolvido, embora sem o apoiar, no movimento republicano do 31 de Janeiro de 1891. A sua oposição ao movimento devia-se ao entendimento que aquele movimento revolucionário estava condenado ao fracasso, dados os obstáculos colocados pelas questões do relacionamento com o Império Britânico, ao tempo ao rubro devido ao ultimato de Janeiro de 1890, e à situação das finanças públicas portuguesas que então apresentavam um défice aparentemente sem controlo.
Apesar dessa oposição, foi preso na sequência da revolta e levado a julgamento, tornando-se numa das figuras centrais do processo. Foi absolvido, por se provar a sua oposição ao movimento. Sobre este período da sua vida viria a publicar uma monografia.
Em 1894 foi promovido a capitão, sendo colocado no Regimento de Infantaria n.º 14, em Viseu, onde verificou que, numa Companhia, apenas três soldados sabiam ler e escrever. Em face disto, resolveu ser professor do ensino primário, dentro do quartel, nas horas vagas da instrução militar, o que lhe valeu um louvor em Ordem do Exército. Sobre as questões da educação, Homem Cristo escreveria no seu livro Pro Pátria a seguinte frase, hoje lema da fundação que ostenta o seu nome: Instruir e aprender é a primeira e mais urgente necessidade da nação.
Envolveu-se numa violenta polémica com Afonso Costa, que culminou num desafio para um duelo, negado por Homem Cristo, que se afirmou pronto a desafrontar-se onde quer que o encontrasse. Como resultado dessa pendência, foi forçado a deixar o Exército em 1909.
Acusado de ter traído os ideais republicanos, aquando da implantação da República em 1910, viu-se forçado ao exílio voluntário em França. Tendo por essa razão deixado Aveiro e suspendido a publicação do seu semanário, editou, em Paris, um periódico intitulado Povo de Aveiro no Exílio. Com o advento em 1914 da Primeira Guerra Mundial, regressou a Portugal e manifestou-se intervencionista convicto e acérrimo defensor da participação de Portugal no conflito. Retomou a publicação em Aveiro do seu jornal, sob o título de O de Aveiro.
Em 1918 foi nomeado professor catedrático da recém-criada Faculdade de Letras da Universidade do Porto, lugar que desempenhou até atingir o limite de idade, embora com alguns anos de interrupção da docência, motivados por incompatibilidade com outros professores, nomeadamente com Leonardo Coimbra, com quem manteve uma violenta polémica.
Sem que se tivesse candidatado e para surpresa sua e de toda a classe política, Homem Cristo foi eleito deputado ao Congresso da República pelo círculo eleitoral de Timor Português. A eleição, verificada a 3 de Agosto de 1919, constituiu tal surpresa que, ao princípio, o próprio nem a queria acreditar, uma vez que não havia sido consultado sobre a candidatura. No seu periódico, afirmava: um caso raro, creio que único na nossa história constitucional, o ser eleito deputado um cidadão, sem o desejar, sem o esperar, sem ser consultado, por mero arbítrio dos eleitores. Como a acta da eleição se tenha extraviado, ou sido propositadamente descaminhada e sonegada, a sua estreia parlamentar apenas ocorreria volvidos 20 meses após a eleição, pois só foi proclamado deputado a 27 de Janeiro de 1921, e tomou assento na Câmara dos Deputados na segunda quinzena de Março daquele ano. A sua passagem pelo parlamento foi curta pois o Congresso foi dissolvido no final daquele ano, mas ainda assim teve uma actividade parlamentar relevante e corajosa.
Nas eleições gerais de 1922 candidatou-se no círculo de Aveiro integrado numa lista extra-partidária, denominada Aliança Regionalista, que integrava Jaime Duarte Silva, Manuel Alegre e Homem Cristo, como candidatos a deputados, e Augusto de Castro, como candidato a senador. O movimento regionalista saiu vencido pela coligação de António Egas Moniz com Barbosa de Magalhães, não elegendo qualquer deputado ou senador. Nessas mesmas eleições foi candidato, sem o saber, pelo círculo de Moçambique, mas não logrou eleição.
Dissolvido novamente o Congresso da República, nas eleições gerais de Janeiro de 1923 foi eleito deputado pelo círculo de Aveiro, de novo candidato pela Aliança Regionalista, desta feita vitoriosa. Naquela legislatura, foi menos assíduo do que na primeira de que fizera parte, mas ainda assim protagonizou alguns dos seus debates mais fogosos, destacando-se pela veemência das suas intervenções.
Em Aveiro, além da sua acção como publicista, foi presidente da Associação Comercial e Industrial de Aveiro e da Junta Autónoma dos Portos da Ria e da Barra de Aveiro (de Fevereiro de 1925 até 10 de Dezembro de 1930), onde teve acção notável em prol do ressurgimento portuário e económico da região aveirense. Empenhou-se particularmente na execução das obras da barra e do porto de Aveiro.
Também se destacou na defesa da manutenção do Liceu de Aveiro no seu edifício, quando numa tentativa de o desvalorizar se pretendeu realojar a instituição em edifício menor, para ali instalar algumas repartições públicas. Esta instituição tem-o na actualidade como patrono e denomina-se Escola Secundária Homem Cristo,
Na sua acção como publicista e redactor de O Povo de Aveiro, tudo o que engrandecesse a cidade ou a região tinha nele um propagandista entusiasta e aguerrido. Pelo contrário, quem se atravessasse no caminho daquele que entendia ser o progresso e a liberdade de Aveiro podia contar com o látego do seu verbo inflamado.
Apesar de se afirmar agnóstico, envolveu-se profundamente no movimento que na década de 1930 visava restaurar a diocese de Aveiro, que obteria êxito em 1938. No seu semanário deu por diversas vezes voz àquele anseio dos católicos aveirenses.
Ao longo de toda a sua carreira revelou-se um apóstolo convicto e entusiasta da democracia e da instrução popular, realizando obra valiosa contra o analfabetismo, especialmente nos quartéis onde esteve colocado.
Para além da sua produção jornalística e das monografias que publicou, foi colaborador da Grande Enciclopédia Portuguesa e Brasileira e de numerosas outras obras, entre as quais o Guia de Portugal, de Raul Proença. Também se encontra colaboração da sua autoria no jornal bissemanário O Académico (1880-1881) e nas revistas Arte e vida (1904-1906), Contemporânea (1915-1926). e no Boletim do Sindicato Nacional dos Jornalistas  (1941-1945).
As suas qualidades como publicista e panfletário levaram a que o sociólogo Léon Poinsard, num artigo publicado em 1910 na revista Les Documents du Progrès, afirmasse que Existem na Europa três grandes panfletários: Clemenceau, na França; Maximilian Harden, na Alemanha; Homem Cristo, em Portugal. Raul Brandão considerou-o o maior panfletário português desde o padre José Agostinho de Macedo, considerando que era tipicamente o panfletário, visceralmente oposicionista, ardoroso, cruel na indignação, de uma rudeza que quase arrepiava o comum comedimento na profligação dos erros, dos vícios, dos defeitos de todo o grau ou o que tinha como tal.
Homem Cristo foi pai de Francisco Manuel Homem Cristo (1892—1928), um intelectual, escritor e defensor das correntes nacionalistas  e é trisavô de Guy-Manuel de Homem-Christo, integrante do duo de música electrónica Daft Punk.
Em 1938, era sócio do Centro Republicano de Águeda, que a par do Centro Republicano de Ovar, eram os mais importantes do Distrito de Aveiro,

## Principais obras publicadas
Para além de uma vultosa obra jornalística dispersa por múltiplos periódicos, com destaque para o semanário Povo de Aveiro, de que foi durante mais de meio século quase o único redactor, deixou publicadas as seguintes monografias:
- Os acontecimentos de 31 de Janeiro e a minha prisão;
- Pró-Pátria;
- Banditismo político;
- Cartas de longe: I - A instrução secundária em Portugal e em França;
- Cartas de longe: II - "Em defesa da instrução do povo;
- Monárquicos e Republicanos;
- O bolchevismo na Rússia;
- Notas da minha vida e do meu tempo (7 volumes).

## Homenagens
Homem Cristo é feito Comendador da Ordem Militar de Sant'Iago da Espada a 17 de Maio de 1919.